# جونیور مندز
جونیور مندز (انگلیسی: Junior Mendes؛ زادهٔ ۱۵ سپتامبر ۱۹۷۶) یک بازیکن فوتبال اهل بریتانیا است.